# Lindsaea cyclophylla
Lindsaea cyclophylla är en ormbunkeart som beskrevs av Kramer. Lindsaea cyclophylla ingår i släktet Lindsaea och familjen Lindsaeaceae. Inga underarter finns listade.